# Taras Bul'ba
Taras Bul'ba (in russo Tарас Бульба?) è una novella scritta da Nikolaj Gogol' nel 1834 e pubblicata nel 1835 nella raccolta di racconti Mìrgorod. La novella fu ripubblicata con modifiche ed ampliamenti nel 1842.

## Trama
Ambientato nel XVII secolo nella Sič di Zaporižžja, all'epoca in cui l'attuale Ucraina è devastata dai tatari, soggetta ai polacchi e messa a ferro e fuoco dalle scorribande di cosacchi, tale racconto narra le imprese di uno dei condottieri di questi ultimi, Taras Bul'ba. Affiancato dai figli Andrej ed Ostap, assalta la città di Dubno, ma Andrej, per amore di una polacca, tradisce i suoi, passando nelle schiere nemiche. Durante uno scontro sarà poi isolato in una selva, avvicinato dal padre, convinto a scendere da cavallo e ucciso a sangue freddo con un colpo di fucile. 
Ostap, intanto, viene fatto prigioniero e portato a Varsavia dove è sottoposto a torture e poi ucciso. Nonostante il nuovo Atmano dei Cosacchi abbia concluso un accordo di pace con i polacchi, Taras giura vendetta, penetra in Polonia seguito dai cosacchi a lui fedeli ma, dopo scontri che lo vedono vincitore sul campo, viene fermato dal generale Potocki alle porte di Cracovia, catturato, torturato, legato ad un albero e arso vivo.

## Opere derivate
Cinema e televisione
- Taras Bulba (Tarass Boulba), regia di Alexis Granowsky (1936)[2][3];
- Taras il magnifico (Taras Bulba), regia di John Lee Thompson, con Tony Curtis e Yul Brynner (1962)[4][5];
- Taras Bulba il cosacco, regia di Ferdinando Baldi e con Vladimir Medar, Lorella De Luca e Fosco Giachetti (1963)[6][7];
- Taras Bulba (Тарас Бульба), regia di Vladimir Bortko (2009)[8][9];

Fumetti
- Taras Bul'ba a fumetti,di Roberto Dal Prà e Rodolfo Torti. (1996)[10];

Musica
- Taras Bulba, opera lirica del compositore ucraino Mykola Vіtalіjovyč Lysenko (1880)[11][12];
- Taras Bulba, rapsodia per orchestra di Leoš Janáček, del 1918[13][14].

## Edizioni in italiano
- Taras Bul'ba; Piccolo mondo antico; Una vecchia amicizia troncata, traduzione di Nicola Festa, Milano: A. Mondadori, 1932
- Taras Bul'ba, traduzione e introduzione di Nicola Festa, Milano: Mondadori, 1950
- Taras Bul'ba, traduzione di Nicola Festa; con 50 illustrazioni in nero e 32 tavole a colori di A. M. Gherasimov, Milano: A. Mondadori, 1959
- Taras bul'ba, traduzione di Nicola Festa; prefazione di Vezio Melegari; illustrazioni di Fiorenzo Giorgi e di Beniamino Bodini, Milano: Mondadori, 1963
- Taras Bul'ba, riduzione di Giuseppe Cerato; illustrazioni di Franco Ferlini, Padova: Editr. RADAR, 1963
- Taras Bulba e altri racconti, Firenze: Sansoni, 1963
- Taras Bul'ba; Il cappotto, introduzione di Leonida Ganciko ; traduzione a cura della Duchessa d'Andria, Torino: Unione tipografico-editrice torinese, 1965
- Taras Bul'ba; Anime morte, N. Gogol, Roma: Casini, 1966
- Taras Bul'ba, Roma: Edizioni Paoline, 1970
- Taras Bul'ba, Nikolaj Gogol', Milano: Mursia, 1972
- Taras Bul'ba; Possidenti d'antico stampo; Vij; Come Ivan Ivanovic litigo con Ivan Nikiforovic, Milano: Garzanti, 1974
- Taras Bul'ba e altri racconti, introduzione di Anjuta Gancikoff Chapperon; traduzione di Enrichetta Carafa D'Andria e Anjuta Gancikoff Chapperon, Torino: UTET, 1981
- Tarass Bul'ba, Milano: Garzanti, 1982
- Tarass Bul'ba, a cura di Francesca Pilato; traduzione di Natalia Bavastro, Milano: B. Mondadori, 1986
- Taras Bul'ba, illustrazioni di Achille Picco, Milano: Fabbri, 1989
- Taras Bul'ba, introduzione di Eridano Bazzarelli; traduzione di Laura Simoni Malavasi, Milano: Biblioteca universale Rizzoli, 1996
- Taras Bul'ba, libera versione, note e commento di Franco Landi, Frosinone: G.R.E, Gianni Ruscito Editore, 1997
- Taras Bul'ba e gli altri racconti di Mirgorod, introduzione di Serena Vitale; prefazione di Fausto Malcovati; traduzione di Luigi Vittorio Nadai, Milano: Garzanti, 1999
- Taras Bul'ba, introduzione di Marco Lodoli; traduzione di Serena Prina, Roma: La biblioteca di Repubblica, 2011